# Sertão de Quixeramobim (tiểu vùng)
Sertão de Quixeramobim là một tiểu vùng thuộc bang Ceará, Brasil. Tiều vùng này có diện tích 11940 km², dân số năm 2007 là 234373 người.